# K-On!
A K-On! (けいおん!; Keion!) japán négypaneles comic strip manga, amit Kakifly írt és illusztrált. A manga a Houbunsha szeinen mangamagazinjában, a Manga Time Kirara 2007 májusi és 2010 októberi száma között jelent meg. A Houbunsha egy másik magazinjának, a Manga Time Kirara Carat 2008 októberi számától kéthavi rendszerességgel jelent meg. A manga 2011 áprilisa és 2012 júniusa között újraindult két elkülönült történetszállal a Manga Time Kirara és a Manga Time Kirara Carat magazinokban. Észak-Amerikában a Yen Press jelentette meg.
Egy tizenhárom epizódos animeadaptációt a Kyoto Animation készített el és 2009 áprilisától júniusáig sugározták Japánban. Egy kiegészítő OVA-epizódot is kiadtak 2010 januárjában. Az anime második évadát, a K-On!!-t (két felkiáltójellel) 2010 áprilisa és szeptembere között vetítették Japánban és 2011 márciusában egy OVA-epizód is megjelent az évadhoz. Észak-Amerikában az anime első évadának kiadási jogait a Bandai Entertainment, míg a második évad kiadási jogait a Sentai Filmworks szerezte meg. 2011. december 3-án egy animefilm feldolgozást is megjelentettek. A sorozat címe a japán könnyűzene szóból, a keiongakuból (軽音楽) ered, de ez japán szövegkörnyezetben hasonló a popzenéhez.

## Cselekmény
K-On! története négy japán felső tagozatos középiskolás lányról szól, akik csatlakoznak az iskolájuk könnyűzenei klubjába, hogy megpróbálják megmenteni azt a feloszlatástól. Azonban csak ők tagjai a klubnak és Hiraszava Juinak, a főszereplőnek nincs semmiféle tapasztalata a hangszereken való játszással vagy a kotta olvasásával. Végül azonban megtanulja, hogyan lehet kiváló gitáros. Ez után Jui, Akijama Mio basszusgitáros, Tainaka Ricu dobos és Kotobuki Cumugi szintetizátoros gyakorlással, előadással vagy csak egymás társaságában tölti az iskolai életüket. Egy évvel később a klubba csatlakozik még egy gitáros, egy Nakano Azusza nevű alsós diák. Azusza csatlakozása után jóval többet gyakorolnak.
Három év elteltével Jui, Ricu, Mio és Cumugi leérettségiznek és egyetemen tanulnak tovább. Az egyetemen csatlakoznak három másik diákkal, Vada Akirával, Josida Ajamével és Hajasi Szacsival együtt az ottani könnyűzenei klubhoz. Ezalatt Azusza a középiskolai könnyűzenei klubban tovább zenél Jui húgával, Uival, osztálytársukkal Szuzuki Dzsunnal és két új taggal, Szaitó Szumiréval és Okuda Naóval.

## Szereplők
Jocumoto Tosimi elmondta, hogy a K-On! szereplőinek vezetékneve a P-Model és a The Pillows japán együttesek tagjainak nevéből ered. Az öt főszereplő a Hókago Tea Time (放課後ティータイム; Hókago Tii Taimu; Hepburn: Hōkago Tī Taimu, ’Iskola Utáni Teaidő’) nevű zenekar tagja, amely az animében előadja a sorozat néhány főcímdalát.

### Hókago Tea Time
Hiraszava Jui (平沢 唯; Hepburn: Yui Hirasawa)
Szinkronhangja: Tojoszaki Aki  (japán), Stephanie Sheh (angol)
Jui a K-On! főszereplője. A könnyűzenei klub egyik tagja és egy Heritage Cherry Sunburst Gibson Les Paul Standard elektromos gitáron játszik, amit „Giita”-nak (ギー太) becéz. Az iskolában nem kap jó jegyeket (bár ha megfelelően felkészül meghökkentő eredményeket képes elérni) és könnyen összezavarják jelentéktelen dolgok. Jui ügyetlen és gyakran semmittevéssel tölti az idejét. Mindenféle ételt kedvel (azonban soha nem hízik tőlük, ezt nagyon irigyli Mugi, Mio és Szavako). Van egy húga, Ui aki nagyon érett és gyakorlatias, ellentétben Jui-val. Jui nagyon keményen gyakorol, hogy jobb gitáros lehessen, ami a későbbi epizódokban is mutatkozik. Az előadások alatt Jui elképesztő energiával és örömmel játszik, erre általában a közönség nagyszerűen reagál.
Jui a zenekar fő énekese és tökéletes hallása van, tökéletesen be tudja hangolni a gitárját hangoló nélkül, ami nagyban lenyűgözi Azuszát, aki sokkal hosszabb ideje gitározik, mint Jui. Könnyed természete van, de hihetetlenül tud koncentrálni egy dologra. Ilyenkor teljesen figyelmen kívül hagy más dolgokat és elfelejti a korábban tanultakat. Mindezek ellenére Jui még mindig odaadó a zenekarral szemben és mindig elég keményen gyakorol a klub érdekében. Az iskolában egy kicsit csodálják is a nagyszerű hangja miatt. Azonban arról is ismert, hogy az előadások alatt elfelejti a dalszöveget és arról is, hogy túlzásba viszi a dolgokat, emiatt néha képtelen fellépni. Először Mio volt a fő énekes, mivel Jui nem tudott egyszerre gitározni és énekelni is. Jui arról is ismert, hogy gyerekes dalszövegeket ír, mivel ezekben segítségére van Ui is.
Tainaka Ricu (田井中 律; Hepburn: Ritsu Tainaka)
Szinkronhangja: Szató Szatomi  (japán), Cassandra Lee (angol)
Ricu (vagy Riccsan, ahogy Jui becézi) a könnyűzenei klub önjelölt elnöke és egy citromsárga Rick Marotta Signature Yamaha Hipgig dobfelszerelésen játszik egy kiegészítő álló tammal (csak a főcím alatt) és Avedis Zildjian cintányér felszereléssel, ugyan az anime záróképsorain egy fehér Yamaha Absolute Series dobfelszerelésen játszik. Hasonlóan Juihoz kétértelmű mégis derűs személyisége van, de gyakran elfelejti a fontos klubeseményeket, közleményeket és Mio és Nodoka folyton kiabál vele, mivel elfelejti elküldeni a klub fontos űrlapjait. Ricu vidám, gyakran viccelődik és legtöbbször szarkasztikus. Gyakran jár a fejében, hogy szerezhetne több pénzt vagy, hogy lehetne sikeresebb a klub. Állítása szerint azért játszik a dobon, mert az annyira „király”, de valójában azért, mert bajban van az olyan hangszerekkel, amelyek bonyolult ujjmozgásokat igényelnek, mint például a basszusgitár, a gitár vagy a billentyűs hangszerek. Mio gyerekkori barátja és gyakran kötekedik vele, ha eltitkol előle valamit. Semmi sem állítja meg, ha a könnyűzenei klub sikere forog a szeme előtt. Annak ellenére, hogy modora és beszéde nyers, az osztálytársai megválasztják Júlia szerepére a Rómeó és Júliában, és a végén képes úgy viselkedni, mint egy átlagos lány. Az animében azt állítja, hogy a kedvenc dobosa Keith Moon a The Who együttesből. Jól főz. Van egy Szatosi (聡) nevű öccse.
Akijama Mio (秋山 澪; Hepburn: Mio Akiyama)
Szinkronhangja: Hikasza Jóko  (japán), Cristina Valenzuela (angol)
Mio egy félénk lány, aki a könnyűzenei klub tagja és egy balkezes, 3-Color Sunburst Fender Jazz Bass basszusgitáron játszik teknősbékapáncél koptatólappal, és D'Addario EXL160M húrokkal, ugyan a manga első kötetében egy Fender Precision Bass basszusgitáron játszik. Eredetileg az irodalmi klubhoz akart csatlakozni, de a gyermekkori barátja és a klub elnöke/dobosa, Ricu rákényszerítette, hogy a könnyűzenei klubba lépjen be. Kiváló jegyeket kap az iskolában, de ha egy hátborzongató történetet hall vagy, ha valami ijesztő téma kerül fel akkor elbújik. Miközben néha érett és szigorú is tud lenni, gyakran zavarba jön és éppen ezért gyakran bosszantja Ricu és Szavako, a klub tanácsadója. Azért választotta a basszusgitárt, mivel az nincs annyira a zenekar középpontjában, ellentétben a gitárral. Jui gyakran megkéri, hogy segítsen neki, ha szüksége van még gitárleckékre.
Ő a zenekar háttér énekese és gyakran átveszi Jui szerepét, amikor az képtelen énekelni vagy elfelejti a dalszöveget. Ő írja a legtöbb dalt, bár ezek általában furcsa és túlságosan kislányos szöveget tartalmaznak, mint a „Könnyű és Bolyhos Idő” című dal is. Mivel balkezes, ezért el van ragadtatva, ha meglát egy balkezes hangszert. Egy az egyik előadásukon bekövetkezett véletlen baleset következtében (és részben a szép megjelenése) miatt nagy népszerűségre tesz szert és még egy rajongói klubot is alapítanak (a legnagyobb rémületére figyelembe véve a körülményeket), aminek alapító tagja a diáktanács egykori elnöke, aki szintén szerelmes Mióba. Ennek hatására az osztálytársai legtöbbje arra szavaz, hogy ő játssza Rómeót az osztály színdarabjában.
Kotobuki Cumugi (琴吹 紬; Hepburn: Tsumugi Kotobuki)
Szinkronhangja: Kotobuki Minako  (japán), Shelby Lindley (angol)
Cumugi – a barátai gyakran csak Mugi-nak hívják – egy gazdag lány gyengéd és kedves személyiséggel, aki egy Korg Triton Extreme 76-key szintetizátoron játszik, noha az első évad záróképsorain egy Korg RK-100 keytaron játszik. Eredetileg a kórusba szeretett volna belépni, azonban a könnyűzenei klubba csatlakozott, miután Mio és Ricu megkérte és bátorította rá. Cumugit zongorazseninek tartják, mivel már négyéves kora óta zongorázik és több zongoraversenyt is megnyert. Egy cég elnökének lánya, és a családjának több villája is van Japánban (de Finnországban is). Mivel az édesapja egy kávézó tulajdonosa is, ezért gyakran visz be a klubterembe édességeket, cukorkák és sütemények széles választékát, és szorgalmasan készíti a teát azzal a teáskészlettel, amit bevitt a klubterembe. Annak ellenére, hogy gazdag, örömét leli az olyan „olcsóbb” tevékenységekben, mint részmunkaidős munkát vállalni egy gyorsétteremben.
Bár egy kedves és gyengéd lány, gyakran elragadtatja annak a látványa, hogy ha két lány egymáshoz közel beszélget, és néha valami szexibb dolgot is elképzel (amitől mind Mio, mind Ricu kényelmetlenül érzi magát). A sorozat néha azt jelzi, hogy Mugi bele van esve a tanárába, Szavako Jamanakába. Ugyan nem sok dolog foglalkoztatja, viszont a súlyára meglehetősen odafigyel (akárcsak Mió). Később Azusza megtanítja gitározni.
Nakano Azusza (中野 梓; Hepburn: Azusa Nakano)
Szinkronhangja: Taketacu Ajana  (japán), Christine Marie Cabanos (angol)
Azusza ugyanannak az osztálynak a diákja, amelybe Jui testvére, Ui is jár. Csatlakozik a könnyűzenei klubba és egy Fender Mustang elektromos gitáron játszik. Ő egy önjelölt kezdő gitáros, aki negyedik osztályban kezdett el gitározni és a szülei egy dzsessz együttesben dolgoznak. Gyakran megzavarják a klub teapartijai és cosplayes eseményei, amikor inkább csak gyakorolna, és kíváncsi arra, hogy lehet a klub ilyen jó a problémáik és a gyakorlás hiányának ellenére is. Azonban a sütemények a gyenge pontjai és nagyon könnyen meg lehet nyugtatni, néha egy egyszerű simogatással is. Jui folyamatos sértegetéseinek az áldozata, aki miután Azusza felpróbált egy pár macskafület és nyávogott Azu-nyannak kezdte el becézni (a „nyan” a „miau” japán megfelelője). Ezek ellenére Azusza nem jön ki a macskákkal.
A zenekarban felnéz Mióra a természetessége és azon tény miatt, miszerint Mio egy tapasztalt basszusgitáros, Bálint-napon még csokoládét is akart neki adni. Azonban néha véletlenül megjegyzéseket tesz Mio gyengeségeire, mint például a súlyára. Nagyon szépnek találja Mugit és irigyli a hajáért és a nagy szemei miatt, és később elkezdi megtanítani gitározni, amikor csak ők vannak egyedül a klubteremben. A csatlakozása óta Jui hozzá járt tanácsokat kérni és a gitárját karbantartani. Nagyon könnyen lebarnul, egyszer a tengerparton és egyszer a zenefesztiválon. Ennek eredményeképp gyakran le is ég (még akkor is, ha napolajat használ). Nagyon könnyen magányossá válik és gyakran aggódik, hogy a többiek mind magára hagyják, mivel ők egy évvel idősebbek és előbb is fognak végezni az iskolával. Éppen ezért a vásárolnak neki egy teknőst, Tont, akire vigyázhat. Gyakran látható Uival és Dzsunnal, amikor a többiek el vannak foglalva. Amikor a többiek elvégzik az iskolát, ő lesz a klub elnöke.

### Másodlagos szereplők
Jamanaka Szavako (山中 さわ子; Hepburn: Sawako Yamanaka)
Szinkronhangja: Szanada Aszami  (japán), Karen Strassman (angol)
Szavako a fúvós hangszer klub tanácsadója Jui iskolájában. Az iskola egyik alumnája (volt diák) és iskolai éveiben a könnyűzenei klub tagja volt. Nem akarja, hogy az emberek megtudják, hogy eredetileg nem csak egy heavy metal zenekar, hanem egy death metal együttes, a Death Devil tagja is volt, s ezt azzal leplezni, hogy gyengéd a munkatársai és főleg a diákjaival szemben. Rákényszerítik, hogy a könnyűzenei klub tanácsadója legyen, mivel Ricu zsarolja miután a lányok megtudták a múltját, ámbár az nem derül ki, hogy a fúvós hangszer klub tanácsadója is maradt vagy sem. Ugyan a viselkedése természetes és gyengéd, az iskolában Szavako (Ricu és Jui is előszeretettel hívja „Szava-csan”-nak) egy teljesen eltérő, teljesen autentikus oldalát mutatja, amikor egyedül van a könnyűzenei klubbal. A valóságban inkább vad, lusta és meglehetősen megbízhatatlan tanár, aki élvezi, hogy a könnyűzenei klubot (gyakran kellemetlen) cosplaykosztümökbe öltözteti (mint például francia cselédlány egyenruhába), Mio legnagyobb rémületére. Izgatott lesz azokban a ritka pillanatokban, amikor megdicsérik a munkájáért.
Ő nevezte el a klubot „Hókago Tea Time”-nak, miután a tagjainak túl sokáig tartott kiválasztani egy nevet (és, hogy leplezze a heavy-metal képet). Az animében egyszer segít Juinak behangolnia a gitárját a fehér Epiphone 1958 Korina Flying V elektromos gitárjával. Ő lesz a lányok osztályfőnöke a harmadik évükben és Nodokát, illetve a zenekar összes tagját (kivéve Azuszát mivel ő egy osztállyal alattuk jár) egy osztályba helyezi, mivel így nem kell megjegyeznie annyi nevet. A K-On!! animében az egyik legelső Gibson SG modell tulajdonosa (1960 körüli, egyedi stoptail híddal), amit később elad. A klub tagokkal való kapcsolata miatt az osztály többi tanulója is elkezdi Szava-csannak hívni, ami tönkreteszi a szelíd modorú tanár álcáját. Fiatalabb korában „Katherine” volt a művészneve. A lustasága ellenére bebizonyítja magának, hogy képes jó mentor lenni, mivel hajlandó Ju-t edzeni mint egy fő énekest és a fellépéseikre is elmegy. A zenei képességei nem fakultak meg az évek alatt, mivel képes volt helyettesíteni Juit az iskolai fesztiválon kotta és előzetes gyakorlás nélkül. Szavako egy figyelmes ember: azonnal átlát Ui álcáján, amikor a nővérének álcázza magát, ennek következtében többször is dicsekedik a klubnak, hogy nincs olyan, amit ő nem látna.
Manabe Nodoka (真鍋 和; Hepburn: Nodoka Manabe)
Szinkronhangja: Fudzsitó Csika  (japán), Laura Bailey (angol)
Nodoka Jui gyermekkori barátja és bizalmasa, aki az iskolai diáktanács tagja. Jól nevelt és intelligens lánynak mutatkozik és meghökkenti a könnyűzenei klub különös viselkedése, és könnyen mérges lesz, ha Ricu elfelejti kitölteni a klub jelentkezési űrlapját. Második osztályban ugyanabba az osztályba jár, mint Mio, aki értékeli a társaságát, mivel Nodoka az egyetlen, akit Mio ismer az osztályban. Harmadik osztályban a diáktanács elnöke lesz és ugyanabba az osztályba jár, mint a többi harmadéves klubtag. Fokozatosan a Mio rajongói klub elnökévé válik ismeretlen körülmények között (valószínűleg akaratán kívül), még akkor is, amikor ezt eredetileg visszautasította.
Hiraszava Ui (平沢 憂; Hepburn: Ui Hirasawa)
Szinkronhangja: Jonezava Madoka  (japán), Xanthe Huynh (angol)
Ui Jui húga, aki a történet elején harmadéves általános iskolai tanuló, de a következő évben ugyanabban az osztályban lép be Jui iskolájába, mint Azusza. A nővérével ellentétben Ui érett, felelősségteljes és még a házimunkában is segédkezik, azonban szoros kapcsolta fűzi Juihoz, akit nagyon szeret és tisztel. Annak ellenére, hogy egy évvel fiatalabb, mint Jui, szinte teljesen ugyanúgy néz ki, ha kiengedi a haját, a klubot egyszer sikerül is átvernie. Orgonán játszik, gyorsan tanul, néhány nap gyakorlás alatt megtanult úgy gitározni, mint Jui. Különösen jól bánik Juival, még akkor is, ha ezzel saját egészségét kockáztatja. Ui valójában a nővére együttesének végső rajongója és teljes szívből támogatja őket. Néha ő a történet mesélője. A sorozat végén Dzsunnal csatlakozik a könnyűzenei klubhoz.
Szuzuki Dzsun (鈴木 純; Hepburn: Jun Suzuki)
Szinkronhangja: Nagata Joriko  (japán), Michelle Ann Dunphy (angol)
Dzsun Azusza és Ui osztálytársa, aki gyakran van az utóbbi társaságában. Ui megpróbálja rávenni, hogy csatlakozzon a könnyűzenei klubhoz, azonban ez nem sikerül neki a klubteremben tett különös látogatásuk miatt. Ezt később megbánja, amikor megtudja, hogy a klub milyen tevékenységekben vesz részt, majd a sorozat végén belép a klubba. Van egy macskája.
Szokabe Megumi (曽我部 恵; Hepburn: Megumi Sokabe)
Szinkronhangja: Kodama Aszumi  (japán), Amanda C. Miller (angol)
Megumi a diáktanács elnöke és Mio rajongói klub elnöke is volt, amíg Nodoka le nem váltotta a harmadik évében. Leskelődött Mio után az iskolában töltött utolsó napjai alatt, mivel még egyszer látni akarta. A zenekar egy dalt ajánl fel neki mint érettségi ajándék. Később összebarátkozik Ricuval, aki megemlíti, hogy ugyanabba az egyetembe jár, ahova a többiek is menni szeretnének. Ugyan a diáktanács és a Mio rajongói klub elnökeként csak a mangában említik, azonban az anime hatodik és hetedik epizódjában is feltűnik.

## Média

### Manga
A K-On! egy négypaneles comic-strip manga, amit Kakifly írt és illusztrált. A manga publikációja a Houbunsha Manga Time Kirara mangamagazinjában kezdődött a 2007 májusi lapszámmal, amit 2007. április 9-én kezdtek el árulni, és a 2010 októberi lapszámmal ért véget 2010. szeptember 9-én. A manga kéthavonta jelent meg a Manga Time Kirara testvérmagazinjában, a Manga Time Kirara Caratban is a 2008 októberi számtól kezdve, amit 2008. augusztus 28-án kezdtek el értékesíteni. A manga 2011 áprilisa és 2012 júniusa között újraindult két elkülönült történetszállal a Manga Time Kirara és a Manga Time Kirara Carat magazinokban. A Manga Time Kirara a 2011. április 8-án megjelent 2011 májusi és a 2012. június 9-én megjelent 2012 júliusi száma között közölt le fejezeteket, amelyek a főszereplők egyetemi életére fókuszáltak. A Manga Time Kirara Caratban a 2011. április 28-án megjelent 2011 májusi és 2012. június 28-án megjelent 2012 augusztusi számában közölt fejezetek Azusza, Ui és Dzsun további pályafutását mutatják be a középiskolai könnyűzenei klubban.
Az első négy tankóbon kötetet 2008. április 26-a és 2010. szeptember 27-e között adták ki. A mangát az angol nyelvű kiadásra a Yen Press licencelte Észak-Amerikában, az első kötet 2010. november 30-án jelent meg. Az egyetemi történetszálról szóló második mangakiadás K-On! College (けいおん! college) címmel 2012. szeptember 27-én jelent meg, míg a középiskolai történetszálról szóló K-On! Highschool (けいおん! highschool) 2012. október 27-én. A Yen Press mindkettőt licencelte Észak-Amerikában. Indonéziában a sorozatot a Elex Media Komputindo licencelte. Egy antólógia is megjelent Minna de Untan! címen, ebben több vendég szereplő is található különböző művészektől. A hivatalos antológiát, a Keion! Anszorodzsii Komikku-t (けいおん!アンソロジーコミック; Hepburn: Keion! Ansorojī Komikku; 'K-On! Antológia Képregény') 2009. november 27-én adta ki a Houbunsha, a másodikat pedig 2010. április 27-én. Egy illusztrációs könyv is megjelent 2010. január 27-én, ebben hivatalos és több neves dódzsin művész rajzai találhatóak meg.

### Anime
Egy tizenhárom epizódos animeadaptációt, amit Jamada Naoko rendezett, Josida Reiko írt és a Kyoto Animation készítette el, a japán TBS televíziós csatorna sugározta 2009. április 3-a és június 26-a között. Az epizódokat később a BS-i, az MBS és a CBC csatornák is vetítették. A TBS 4:3 képaránnyal sugározta az epizódokat, a sorozatot 2009. április 25-én kezdte el szélesvásznú formában sugározni a BS-TBS. Hét DVD-t és Blu-ray disc-et is kiadott a Pony Canyon 2009. július 29-e és 2010. január 20-a között. Egy kiegészítő OVA is megjelent az utolsó DVD és Blu-ray lemezeken 2010. január 20-án. Az Animax sugározta az animét Hongkongban és Tajvanon. Mind az angol feliratos, mind pedig az angol szinkronos változatokat 2010. március 16-án kezdte el sugározni az Animax Ázsia. A 2010-es Anime Expón a Bandai Entertainment bejelentette, hogy megszerezte a K-On! DVD-k és Blu-ray disc-ek angol nyelvterületen való kiadásának jogát, a Bang Zoom! Entertainment készíti a sorozat angol nyelvű szinkronját. A sorozat négy részben jelent meg Észak-Amerikában 2011-ben. Az Egyesült Királyságban a Manga Entertainment adta ki a sorozatot, 2011 folyamán az egyes DVD-ket, 2012. április 30-án pedig a teljes első évadot. 2009. december 30-án Jokohamában a Let's Go koncerten jelentették be a második évadot. A második évad a K-On!! (két felkiáltójellel) címet kapta és 2010. április 7. és október 20. között sugározta a TBS. Ezt az évadot is levetítette az Animax Ázsia 2010. október 20-tól. Egy kiegészítő OVA-epizód is megjelent az utolsó BD/DVD lemezekkel 2011. március 16-án.

### Film
Miután a K-On!! utolsó epizódját levetítették a televízióban, bejelentették, hogy a Kyoto Animation egy anime filmen dolgozik. Szavako szinkronszínésze, Szanada Aszami azt írta a Twitterén, hogy nem tudott a filmről, de izgatottan várja. A film 2011. december 3-án jelent meg Japánban, a történetet a Kyoto Animation készítette Jamada Naoko rendezésében.

### Zene
Az anime első évadjának a nyitódalát, a Kagajake! Girls-t, és záródalát a Don't Say 'Lazy'-t Tojoszaki Aki, Hikasza Jóko, Szató Szatomi és Kotobuki Minako énekli. Mind a nyitódal, mind a záródal kislemezét 2009. április 22-én adta ki a Pony Canyon. A hatodik epizódban hallható Fuva Fuva Dzsikan (ふわふわ時間; Hepburn: Fuwa Fuwa Jikan, ’Könnyű és Bolyhos Idő’) kislemeze 2009. május 20-án jelent meg. Öt image song kislemez is megjelent, amiken az öt fő szinkronszínész énekel. A Jui (Tojoszaki Aki) és a Mio (Hikasza Jóko) kislemezek 2009. június 17-én, míg a Ricu (Szató Szatomi) és a Cumugi (Kotobuki Minako) kislemezek megjelenésének idejét elcsúsztatták, majd az Azusza (Ajana Taketacu) kislemezzel együtt jelentek meg 2009. augusztus 26-án. Az Ui Hiraszava (Madoka Jonezava) és a Nodoka Manabe (Csika Fudzsitó) kislemezek 2009. október 21-én jelentek meg. Az anime nyolcadik epizódjában kiemelt négy dal a Hókago Tea Time (放課後ティータイム; Hókago Tii Taimu; Hepburn: Hōkago Tī Taimu, ’Iskola Utáni Teaidő’) mini albumon jelent meg 2009. július 22-én. Szavako együttesének, a Death Devil-nek 2009. augusztus 12-én jelent meg a Maddy Candy című kislemeze.
Az anime második évadjának első nyitódalát, a Go! Go! Maniac-et és az első záródalát, a Listen!!-t Tojoszaki, Hikasza, Szató, Kotobuki és Taketacu énekli. Ezek kislemezét 2010. április 28-án adta ki a Pony Canyon. A tizennegyedik epizódtól az új nyitódalt, az Utaujo!! Miracle-t, és az új záródalt, a No, Thank You!-t is Tojoszaki, Hikazsa, Szató, Kotobuki és Taketacu adja elő. Ezek kislemezei 2010. augusztus 4-én jelentek meg. A 2010 június 2-án megjelent Pure Pure Heart kislemezt is előbbi énekesek adják elő. Egy másik kislemez Szavako zenekarától, a Death Deviltől 2010. június 23-án jelent meg Love címen. A Tojoszaki által énekelt Gohan va Okazu/U&I kislemez 2010. szeptember 8-án jelent meg. A Gohan va Okazu zeneszerzője, bice (Juko Kidzsima) 2010. július 26-án harmincnyolc esztendős korában szívinfarktusban elhunyt. Egy második sorozat image song kislemez is megjelent, az első kettő, Juié és Mióé 2010. október 8-án. Az anime második nagylemezét, a Hókago Tea Time II-t mind CD-n, mind pedig Compact Cassette kazettán kiadták 2010. október 27-én.

### Videójáték
A Keion! Hókago Raibu!! (けいおん! 放課後ライブ!!; Hepburn: Keion! Hōkago Raibu!!) videójáték a Sega fejlesztésében 2010. szeptember 30-án jelent meg PlayStation Portable zsebkonzolra. Ebben a játékosnak a képernyőn elhaladó gombokat kell lenyomnia megadott időben az anime zenéire. A játék támogatni fogja a helyi multiplayert öt PSP-ig.

## Fogadtatás

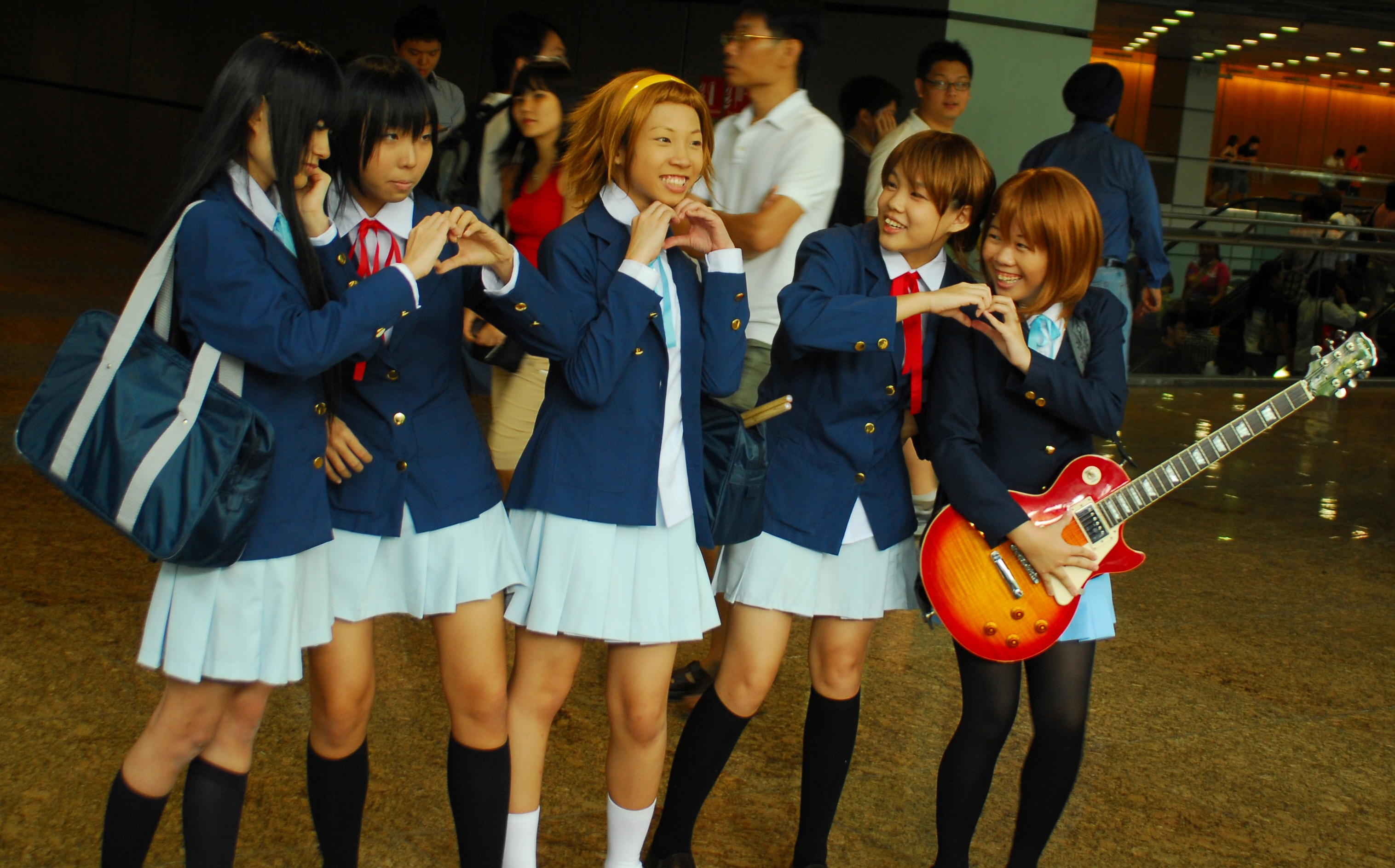
K-On! cosplayesek

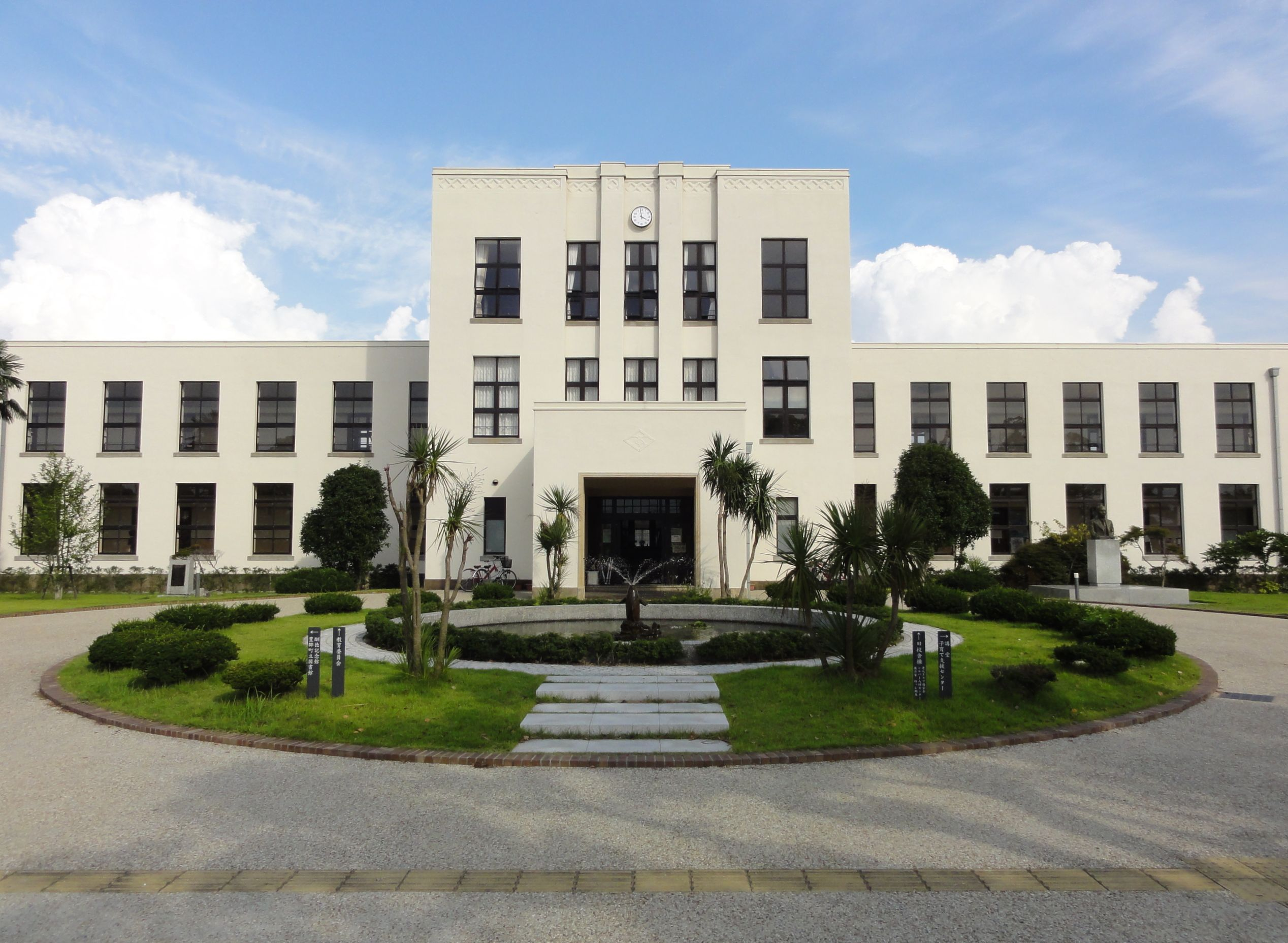
A rajongók látogatják a korábbi elemi iskolát Tojoszatóban, amelyet a középiskola modelljeként használtak az animében.

A K-On! manga első kötete a harmincadik legtöbb példányban elkelt mangakötet volt Japánban a 2009. április 27-e és május 3-a közötti héten, 26 500 eladott példánnyal. Az ezt követő héten az első és a második kötet a tizenkilencedik és a huszadik legsikeresebb manga volt 23 200 és 22 500 darabbal. 2009 májusáig az első két kötetből megközelítőleg 136 000 példány kelt el külön-külön. A harmadik kötetből több mint 12 000 darab kelt el 2009. december 14. és 20. között, és a negyvenhatodik legkelendőbb manga lett Japánban 2010 első felében a több mint 328 000 eladott példányával.
Az anime első évada nyitódalának, a Kagajake! Girls-nek a kislemeze a negyedik helyen debütált az Oricon heti eladási listáján, megközelítőleg 62 000 eladott darabbal. Az anime első évada záródalának, a Don't Say 'Lazy'-nek a kislemeze a második helyen végzett, megközelítőleg 67 000 eladott darabbal. A dal a „Legjobb Betétdal” díjat is bezsebelte a 14. Animation Kobe Díjátadón. Ezen felül a Kagajake! Girls-t és a Don't Say 'Lazy'-t a Japán Hanglemezgyártók Szövetsége aranylemezzé, valamint platinalemezzé minősítette a 100 000, illetve 250 000 teljes számos csengőhang digitális letöltés (Csaku-uta Full) miatt. A Hókago Tea Time mini album az első helyen debütált az Oricon heti CD album eladási listáján 67 000 eladott példányszámával, ezzel az első olyan „image song” album lett, amit kitalált animeszereplők adnak elő és elérte az első pozíciót. A sorozat második évadjának első nyitó-, valamint záródala; a Go! Go! Maniac és a Listen!! az első, valamint a második helyen debütált megjelenésének hetében az Oricon kislemez slágerlistáján, a 83 000, valamint 76 000 eladott példányszámmal. A Go! Go! Maniac lett a valaha volt legelső anime image song, ami elérte a kislemez slágerlista legelső pozícióját és a zenekar az első olyan női énekesekből álló csapat lett Macuda Szeiko hasonló teljesítménye óta (1983), akik elérték a kislemez slágerlista első két helyét egyszerre. A sorozat második évadának nyitó- és záródalából, a No, Thank You!-ból és az Utaujo! Miracle-ből 87 000 és 85 000 darab kelt el megjelenésüknek hetében, ezzel a második és a harmadik helyet elérve az Oricon slágerlistáján, csak a SMAP This is Love kislemeze előzte meg. A No, Thank You!-t és az Utaujo! Miracle-t 2010 augusztusában aranylemezzé minősítette a RIAJ a 100 000 leszállított példánynak köszönhetően. A Gohan va Okazu/U&I a harmadik helyen debütált az Oricon kislemez slágerlistáján, a megjelenésének hetében 53 000 eladott példányával. A Hókago Tea Time II az első helyen debütált az Oricon heti CD album eladási listáján 127 000 példányszámmal.
Az anime első japán DVD-jéből körülbelül 8000 példányban kelt el megjelenésének hetében és a hetedik helyen debütált az Oricon listáján. Az első Blu-ray disc kiadásból körülbelül 33 000 darab kelt el ugyanezen a héten és ezzel az első helyen debütált az Oricon Blu-ray Disc heti eladási listáján. 2009 augusztusában a K-On! első Blu-ray disc kiadása a legjobban fogyó televíziós anime sorozat lett, megelőzve a korábbi legsikeresebbet, a Macross Frontier-t, aminek első kiadásából nagyjából 22 000 példány kelt el. Jelenleg a második legsikeresebb Blu-ray disc Japánban, csak az Evangelion: 1.0 You Are (Not) Alone előzte le, amiből nagyjából 49 000 darab fogyott. Azonban 2009 októberében a Bakemonogatari első kiadása megelőzte a K-On! korábbi rekordját a 37 000 eladott példányával, viszont később a K-On!! harmadik kiadásának Blu-Ray eladásai megelőzték a Bakemonogatari-t. A K-On! a „Legjobb TV Animáció” díjat kapta a 2010-es Tokyo International Anime Fairen, míg a K-On!! a „Legjobb Televíziós” díjat nyerte meg a 2010-es Animation Kobe díjátadón.
2010 szeptember elején Kiotó prefektúra önkormányzata elkezdte a K-On!!-t használni, hogy támogassa a népszámlálást és, hogy ösztönözze az embereket az azon való részvételen. A Sharp és Bandai a K-On! szereplőivel díszített számológépeket adott ki.